# Niels Wittich
Niels Wittich (Erlensee, Hesse; 5 de agosto de 1972) es un oficial de automovilismo y exdirector de carrera alemán. En 2023 se convirtió en director único de carrera de los Grandes Premios de Fórmula 1.

## Carrera
En 2016 fue director de carrera de la tercera temporada de Fórmula E.
En 2021 dejó su puesto como director de carrera del ADAC GT Masters, donde ofició durante siete años para convertirse en director de carrera del Deutsche Tourenwagen Masters (DTM). Abandonó el puesto al final de la temporada para ayudar a Michael Masi durante los Grandes Premios de Fórmula 1 y dirigir las rondas de Fórmula 2 y Fórmula 3.
Al tener que seguir apoyando a Masi en 2022, lo reemplazó tras las polémicas del Gran Premio de Abu Dabi de 2021 y se convirtió en director de carrera en F1 junto a Eduardo Freitas. Alternó con el portugués hasta Gran Premio de Japón de 2022, donde asumió plenamente el puesto. Para la temporada 2023, fue confirmado como único director de carrera.